# Sidi Keita
Pour les articles homonymes, voir Keita.
Sidi Yaya Keita, né le 20 mars 1985 à Bamako, est un footballeur international malien qui évolue au poste de milieu de terrain.

## Biographie

### En club
Sidi Keita est formé au club malien de Djoliba AC.
En 2003, il arrive en France et signe au Racing Club de Strasbourg. En équipe réserve pour sa première année, il intègre l'effectif professionnel en 2004. Le 16 octobre, il dispute son premier match en Ligue 1, contre l'AC Ajaccio (match nul 2-2). Deux semaines plus tard, et pour son troisième match de championnat, Keita est expulsé à la 36e minute de jeu, pour un tacle dangereux sur Cláudio Caçapa, capitaine lyonnais. Ce dernier eut les ligaments croisés du genou rompus. Sur les images ralenties, on peut s'apercevoir que Sidi Keita a le pied qui rebondit sur le dessus du ballon, avant de heurter violemment le genou de son adversaire. Ce geste lui vaut deux mois de suspension. Malgré son agressivité sur le terrain, ce joueur, de l'avis de tous les observateurs, est promis à un brillant avenir. Inépuisable physiquement, il se fait une place de titulaire à la mi-saison. En Coupe de la Ligue, Strasbourg et Keita battent Caen en finale, ce qui constitue le premier trophée du joueur.
Pour sa deuxième saison en Alsace, Keita résiste à la concurrence, et dispute l'intégralité des matches. Le 15 septembre 2005, il joue son premier match européen, face au Grazer AK en Coupe UEFA (victoire 2-0). Mais le 21 septembre, lors de huitième journée, il se blesse gravement au genou, et est indisponible sept mois. Le 8 avril 2006, contre Nantes, il fait son grand retour sur les pelouses de Ligue 1. À la dérive en championnat, Keita est l'un des seuls strasbourgeois à relever le niveau du club. À la fin de la saison, Strasbourg est relégué, et Keita affiche clairement ses envies de départ.
Convoité par Saint-Étienne et Monaco, Keita signe finalement un contrat de cinq ans avec l'autre Racing, celui de Lens, pour un montant avoisinant les 130 000 euros par mois . Il est amené à remplacer l'international français Alou Diarra, en partance vers Lyon. Pour sa première année, il effectue 18 rencontres, la plupart en tant que remplaçant. Avec le départ de son cousin, Seydou Keita, à Séville, il gagne un peu de temps de jeu lors de la saison 2007-2008. Le 27 août 2007, contre son ancien club, il marque le premier but de sa carrière, but sans effet sur le score (défaite 2-1). Le 27 février 2008, il marque le but décisif en Coupe de la Ligue contre Le Mans, qui permet d'envoyer Lens au Stade de France.
Depuis, Sidi Keita n'a toujours pas réussi à exprimer son talent au RC Lens. Avec la relégation du club en Ligue 2 après la catastrophique saison 2007-2008, Keita aurait normalement dû trouver sa place de titulaire dans l'antichambre de l'élite. Mais, il n'apparaît que 18 fois sous les couleurs Sang et Or pour 13 titularisations. Son agressivité (6 cartons jaunes en 18 matches) et sa tendance à s'énerver l'amènent en grande partie à finir la saison avec la réserve du club, en CFA. 
À la recherche d'un nouveau club, Sidi Keita effectue un essai durant le mois d'août 2009 au Xerez CD, club tout juste promu en Primera División. Blessé lors d'un entraînement, il y est tout de même prêté pour une saison dans les toutes dernières heures du mercato avant d'être libéré par le club Sang et or en juillet 2011.
Après un très bref passage au CSKA Sofia et une saison 2011-2012 quasiment vierge, il est mis à l'essai par le CS Sedan Ardennes.
Il signe à Xerez CD le 30 août 2012, y reste un an, puis met un terme à sa carrière.

### En sélection
Sidi Keita dispute son premier match avec l'équipe du Mali le 3 septembre 2005 contre le Congo.
Le 11 octobre 2008, lors d'un match comptant pour les éliminatoires de la Coupe du monde 2010, il inscrit un doublé face au Tchad, qui permet à son pays de l'emporter.
Le tableau suivant liste les rencontres de l'équipe du Mali dans lesquelles Sidi Keïta a été sélectionné depuis le 3 septembre 2005 jusqu'au 17 novembre 2010.

## Statistiques
Dernière mise à jour le 23 janvier 2013
| Saison      | Club            | Pays    | Championnat | Coupes | Europe     |
| 2004 - 2005 | RC Strasbourg   | France  | 15 (0)      | -      | -          |
| 2005 - 2006 | RC Strasbourg   | France  | 12 (0)      | -      | 1 (0) (C3) |
| 2006 - 2007 | RC Lens         | France  | 18 (0)      | 4 (0)  | 7 (0) (C3) |
| 2007 - 2008 | RC Lens         | France  | 19 (1)      | 3 (1)  | 5 (0) (C3) |
| 2008 - 2009 | RC Lens         | France  | 18 (0) (L2) | 3 (0)  | -          |
| 2009 - 2010 | Xerez CD (prêt) | Espagne | 24 (0)      | 1 (0)  | -          |
| 2010 - 2011 | RC Lens         | France  | 8 (0)       | 0 (0)  | -          |
| 2012 - 2013 | Xerez CD        | Espagne | 13 (0)      | 0 (0)  | -          |

## Palmarès
- Vainqueur de la Coupe de la Ligue : 2005
- Finaliste de la Coupe de la Ligue : 2008
- Champion de France de Ligue 2 : 2009